# Tetrapogon tenellus
Tetrapogon tenellus là một loài thực vật có hoa trong họ Hòa thảo. Loài này được (Roxb.) Chiov. miêu tả khoa học đầu tiên năm 1908.